# 山口美也子
山口 美也子（やまぐち みやこ、1952年2月3日 - ）は、大阪府大阪市天王寺区上本町出身の女優。身長157cm、血液型はB型。特技は日舞、テニス。

## 人物・来歴
オンシアター自由劇場などを経て、1977年に映画デビュー。1980年までは日活ロマンポルノで活躍するが、同年に演出家の流山児祥と結婚したのを機にロマンポルノから引退した。
一般作品にシフトしても印象的な演技を見せる個性派俳優として活躍する。1982年、『さらば愛しき大地』での演技でブルーリボン賞助演女優賞、報知映画賞助演女優賞を受賞。

## 出演

### テレビドラマ

#### NHK
- 中学生日記
- 御宿かわせみ（1980年）
- 立花登・青春手控え（1982年）
- 山河燃ゆ（1984年）
- 日曜日は終わらない（1999年）
- 喪服のランデヴー（2000年） - 尾花苑子 役
- お買い物（2009年） - 京子
- 実験刑事トトリ 第2シーズン（2013年） - 高山多恵子 役
- 小吉の女房 第2シーズン（2021年） - お徳 役

#### 日本テレビ
- 恍惚の人（1973年）
- 大都会 PARTII 第34話「野獣を撃て」（1978年）
- 大追跡（1978年）
  - 第3話「悪女が踊る」
  - 第19話「ご不要な亭主、始末します」
- 大都会 PARTIII 第22話「横須賀ストーリー」（1979年）
- 熱中時代 刑事編 第23話「KO強盗と放火魔」（1979年） - 内妻・由香 役
- 探偵物語 第4話「暴力組織」（1979年）
- 西遊記II 第10話「河童の国の悟浄の恋」（1980年） - 楊翠玉 役
- 大激闘マッドポリス'80 第6話「殺しの追跡」（1980年）
- 気分は名探偵（1984年） - 並木町子 役
- 銭形平次（1987年） - おこん 役
- 半七捕物帳（1992年） - お徳 役
- はだかの刑事（1993年）
- 三軒目の誘惑（1994年、YTV）
- 透明人間（1996年）
- ライオン先生（2003年） - 落合瑠美子 役
- 探偵学園Q（2007年） - 福永葉月 役
- 課長島耕作（2008年） - 大泉笙子 役
- キイナ〜不可能犯罪捜査官〜（2009年） - 宮内頼子 役
- 泣いたらアカンで通天閣（2013年） - 亀谷典子 役
- 五つ星ツーリスト〜最高の旅、ご案内します!!〜（2015年） - 水沼康代 役
- 火曜サスペンス劇場
  - 「松本清張の交通事故死亡1名」（1982年） - 吉川杉枝 役
  - 「青い幸福」（1983年） - 下川久米子 役
  - 「松本清張スペシャル・黒の回廊」（1984年） - 多田マリ子 役
  - 「弁護士・高林鮎子1・寝台特急あさかぜ4号殺人風景」（1986年） - 一条夏子 役
  - 「女検事・霞夕子3」（1987年） - 吉井美砂子 役
  - 「掏摸（スリ）」（1993年） - 赤沢喜代 役
  - 「盲人探偵・松永礼太郎①」『その足音』（1993年） - 原田路子 役
  - 「九門法律相談所4」（1998年） - 山下直子 役
  - 「検事霧島三郎6」（1999年） - 吉井弘子 役
  - 「警部補 佃次郎17」（2003年） - 会田照江 役
  - 「迂回路」（2003年） - 谷口晴代 役
- DRAMA COMPLEX
  - 「シロサギは静かに笑う」（2006年） - 藤井由里子 役
- 火曜ドラマゴールド
  - 「美貌のメス 脳神経外科医・津山慶子」（2007年） - 久本ヤエ 役

#### TBS
- ポーラテレビ小説
  - 「白き牡丹に」（1982年 - 1983年） - みち 役
  - 「おゆう」（1983年） - 花紫 役
- オサラバ坂に陽が昇る（1983年）
- 脅迫（1992年）
- 復讐するは我にあり（1984年）
- 三つ首塔（1993年） - 座光寺蝶子 役
- ドラマ30
  - これで家族（1997年、CBC） - 紀子
  - おかみさんドスコイ!!（2002年、MBS） - 鬼村蔦子 役
- ひなたぼっこ（1998年） - 浜岡春江 役
- ハンドク（2001年） - 小島晴子 役
- ブラック・ジャック (実写版)（2001年） - 居酒屋「ひょうたんつぎ」のおばちゃん 役
- あなたの人生お運びします!（2003年） - 小暮芳松の母 役
- 一攫千金夢家族（2003年） - 児玉珠子 役
- こちら本池上署（2004年） - 内海比沙子 役
- 新しい風（2004年） - 舟木冴子 役
- 孤独の賭け〜愛しき人よ〜（2007年） - 乾幸枝 役
- 水戸黄門 第37部（2007年） - お滝 役
- 砂時計 (漫画)（2007年） - 佐倉久美子 役
- 三代目のヨメ!（2008年） - 「立浪屋」の女将 役
- 獣医ドリトル（2010年） - 土門美沙 役
- A LIFE〜愛しき人〜（2017年） - 上野豊子 役
- 月曜ミステリー劇場
  - 「早乙女千春の添乗報告書」（2002年） - 戸田山昌代 役
  - 「棟居刑事シリーズ」（2004年） - パトリシア園長 役
  - 「名探偵キャサリン」（2004年） - 西村富江 役
  - 「万引きGメン・二階堂雪」（2005年） - 山崎路子 役
  - 「真珠郎」（2005年） - 西野千代 役
- 月曜ゴールデン
  - 「自治会長・糸井緋芽子社宅の事件簿」（2006年） - 塚田千秋 役
  - 「示談交渉人甚内たま子裏ファイル」（2008年） - 吉岡晴美 役

#### フジテレビ
- 年下のひと（1983年）
- 弐十手物語（1984年）
- 間違いだらけの夫選び（1985年） - 市川洋子 役
- 間違いだらけの女磨き（1987年） - 大林知子 役
- 夏樹静子サスペンス「砂の殺意」（1987年）
- 松本清張作家活動40年記念・張込み（1991年） - 富子
- 文學ト云フ事（1994年） - 文學ノ予告人 役
- 犬神家の一族（1994年） - 犬神梅子 役
- 八つ墓村（1995年） - 田治見小竹t 役/田治見小梅 役
- 鬼平犯科帳（1997年） - おきね 役
- 剣客商売（2000年） - お吉 役
- 赤ひげ (2002年のテレビドラマ)（2002年） - おこと 役
- 演技者。（2003年） - 山田水江 役
- マルサ!!東京国税局査察部（2003年） - 伊織紫乃 役
- ハコイリムスメ!（2003年） - 高村貴子 役
- めだか（2004年） - 桜木智恵子 役
- プライド（2004年） - 江川京子 役
- 救命病棟24時（2005年） - 河野敬子 役
- 盤嶽の一生 第10話「二人ばんがく」（2005年、時代劇専門チャンネル）- お筆 役
- 美しい罠（2006年） - 永井千津 役
- ロス:タイム:ライフ（2008年） - 五味房江 役
- 愛馬物語（2008年）
- ホームレス中学生（2008年） - 奥寺豊子 役
- 悪魔の手毬唄（2009年） - 由良敦子 役
- 夏の秘密（2009年） - 井口和美 役
- 絶対零度〜未解決事件特命捜査〜（2010年） - 仙道多喜子 役
- 花嫁のれん（2010年 - 2015年） - 金原咲江 役
- 七人の敵がいる!〜ママたちのPTA奮闘記〜（2012年） - 岬美咲 役
- 櫻子さんの足下には死体が埋まっている（2017年） - 鴻上アサ 役
- 結婚相手は抽選で（2018年） - 鈴掛あき恵 役
- 金曜エンタテイメント
  - 「左手に告げるなかれ」（1997年） - 丹羽夫人 役
  - 「信濃のコロンボ事件ファイル1」（1998年） - 田尻富子 役
  - 「おだまりコンビシリーズ」（2000年） - 辻村やよい 役
  - 「日向夢子調停委員事件簿3」（2005年） - 鵜飼松子 役
- 金曜プレステージ
  - 「探偵倶楽部」（2010年） - 飯島徳子 役

#### テレビ朝日
- 特捜最前線
  - （1981年）第213話「密室殺人・小さな瞳の謎!」
  - （1984年）第395話「雨の中に消えた女!」
  - （1985年）第443話「生きていた死体!疑惑のニセ家族!」
- 西部警察 PART-III 第52話「北帰行」（1984年） - 山口利江 役
- 人妻捜査官（1984年）
- はぐれ刑事純情派
  - （1988年） - 島和江 役
  - （1993年） - 小池みつ子 役
- 炎の消防隊（1996年）
- いとしの未来ちゃん（1997年）
- はみだし刑事情熱系PART2 第7話「結婚サギ殺人の女」（1997年11月26日） - 中塚茜 役
- オヤジ探偵（2001年） - 桂木綾子 役
- 京都地検の女（2003 - 2013年） - 漆原さやか
- TRICK 第3シリーズ（2003年） - 亀山文子 役
- 相棒
  - season2 第3話「殺人晩餐会」（2003年10月29日） - 藤間ゆり子 役
  - season8 第10話「特命係、西へ!」（2010年1月1日） - 牧瀬妙子 役
  - season18 第7話「ご縁」（2019年11月27日） - 大井川君枝 役
- 菊次郎とさき（2005年） - 牧野巴（久美子の母） 役
- 時効警察 帰ってきた時効警察 第六話「青春温泉旅館殺人事件」（2007年5月18日） - つぼ師匠 役
- 玉蘭（2007年） - お杉 役
- さくら署の女たち（2007年） - 長坂歌子 役
- モップガール（2007年） - 塚田初子 役
- 交渉人〜THE NEGOTIATOR〜（2008年） - 本橋芳江 役
- 四つの嘘（2008年） - 妙子
- ラストメール（2009年） - 今昔亭美恵子 役
- 警視庁失踪課・高城賢吾（2010年） - 赤石芳江 役
- ナサケの女〜国税局査察官〜（2010年） - 花形富士子 役
- 刑事定年（2010年） - 中川康代 役
- 告発〜国選弁護人（2011年） - 南部泰子 役
- 警視庁捜査一課9係 Season7（2012年） - 清水邦子 役
- ドクターX〜外科医・大門未知子〜 Season1（2012年） - 一ノ瀬奈美子 役
- 最も遠い銀河（2013年） - 崔信恩 役
- 遺留捜査 Season3（2013年） - 長峰妙子 役
- DOCTORS〜最強の名医〜 Season2（2013年） - 榊原直子 役
- アイムホーム（2015年） - 森文子 役
- 科捜研の女 Season17（2017年） - 平松喜久恵 役
- 土曜ワイド劇場
  - 殺人行越前海岸の女（1993年）
  - 「西村京太郎トラベルミステリー」（1994年） - 工藤杏子 役
  - 「刑事・野呂盆六」（2010年） - 高柳小春 役
  - 「おかしな刑事」（2011年） - 三橋加代子 役
  - 「拘置所の女医2」（2013年） - 榊原冨美子 役

#### テレビ東京
- ザ・スーパーガール 第13話「女ドラゴン 紅の必殺拳」（1979年） - 中沢冴子 役
- 刑事追う!（1996年）
- 女と愛とミステリー「刑法第三十九条 フラッシュ・バック」（2001年2月、テレビ東京） - 矢作治美 役
- Cafe吉祥寺で（2008年） - 一ノ宮糸子 役
- 孤独のグルメ Season2 第10話 （2012年12月12日）- だるまや・母 役
- フルーツ宅配便（2019年） - ドラゴンフルーツ 役
- 水曜ミステリー9
  - 「事件記者・浦上伸介事件ファイル」（2004年） - 九条綾香 役
  - 「港町人情ナース」（2008年） - 白鳥雅代 役
  - 「Dr.門倉周平の事件カルテ」（2012年9月26日） - 橋本正子 役
  - 「みちのく麺食い記者 宮沢賢一郎2」（2013年） - 遠山豊子 役

#### WOWOW
- 不発弾 (小説)（2018年） - 古賀良美 役

### バラエティ
- ギミア・ぶれいく（1989年、TBS） - 「たけしの使えることわざ」「たけしの使えるオカマ語」「たけしの使えるお年寄り語」「たけしの使えるゴルフ語」司会

### 映画
- 「市井」より 本番 （1977年、日活）
- 肉体の門（1977年） - 小政のせん
- 新宿乱れ街 いくまで待って （1977年、日活）
- 昼下りの情事 すすり泣き （1977年、日活）
- オリオンの殺意より 情事の方程式 （1978年、監督:根岸吉太郎）
- 白い肌の狩人 蝶の骨 （1978年）
- 女教師 秘密 （1978年）
- ピンクサロン 好色五人女（1978年）
- 赫い髪の女（1979年） - 春子
- さらば映画の友よ インディアンサマー（1979年） - テンコ
- 天使のはらわた名美（1979年）
- 修道女 濡れ縄ざんげ（1979年）
- むちむちネオン街 私たべごろ （1979年）
- 希望ヶ丘夫婦戦争（1979年） - 夏海テル
- レイプショット 百恵の唇 （1979年）
- ホールインラブ 草むらの欲情 （1979年）
- おんなの細道 濡れた海峡 （1980年）
- 女子大生の告白 赤い誘惑者 （1980年）にっかつ
- 夕暮まで（1980年）
- 土佐の一本釣り（1980年） - 三津子
- さらば愛しき大地（1982年） - 山沢文江
- われに撃つ用意あり（1990年） - 今井江里子
- 無能の人（1991年） - 石山たつ子
- リング・リング・リング 涙のチャンピオンベルト（1993年） - 義母
- 教祖誕生（1993年） - 司馬洋子
- 人間交差点（1993年） - 加納敏江
- のぞき屋（1995年）
- 渚のシンドバッド（1995年） - 吉田公子
- ありがとう（1996年） - 鈴木さくら
- 宮澤賢治 その愛（1996年） - 石橋トメ
- 東京日和（1997年） - 山田
- 岸和田少年愚連隊（1997年） - リイチの母
- 新生 トイレの花子さん（1998年） - 倉橋暎子 役
- かわいいひと 「EPISODE I」（1998年） ※ビデオ題「ポッキー坂恋物語 かわいいひと」
- ワンダフルライフ（1999年） - 食堂係
- クロエ（2001年） - 叔母
- 白い船（2002年） - 養護教諭
- 凶気の桜（2002年） - 木村玉緒 役
- 温泉タマゴ 湯けむり奇談（2004年） - 旅館の女将
- 隙魔（2005年） - 村上ルミの母 役
- ガッツ伝説 愛しのピット・ブル（2006年1月14日(土)公開、 監督:野伏翔）
- 全身と小指（2006年7月15日公開、監督:堀江慶）
- ミラクルバナナ(2006年9月16日公開 監督:錦織良成)  - 外務省面接官
- おばちゃんチップス（2007年1月27日公開、 監督:田中誠） - 赤銅麻衣子の母
- サッド ヴァケイション（2007年9月8日公開、 監督：青山真治） - 小野
- 砂の影（2008年2月2日公開、監督：甲斐田祐輔）
- しあわせのかおり（2008年） - 高橋明の母 役
- 笑ひ教（2009年）
- トルソ（2010年、監督:山崎裕）
- 最高でダメな男 築地編（2010年4月3日公開、監督：内田英治）
- デンデラ（2011年6月25日公開、監督：天願大介）
- 朱花の月（2011年）
- くらげとあの娘（2014年8月9日公開、監督：宮田宗吉）
- 羊の木（2018年2月3日公開、監督：吉田大八） - 志村妙子 役
- ある男（2022年） - 武本初江 役

### ネット配信
- 深夜食堂 -Tokyo Stories Season2-「チキンライス」（2019年10月31日、Netflix） [1]

### 舞台
- 翼を燃やす天使たちの舞踏（1970年）
- 私の青空（1984年）
- 危険な関係（1985年）
- 悪漢リチャード（1994年）
- 虹を渡る女（1998年）
- フローズン・ビーチ（2014年1月23日 - 26日、演出:高羽彩）